# 裏高尾町
裏高尾町（うらたかおまち）は東京都八王子市の地名である。丁番を持たない単独町名であり、住居表示未実施区域。郵便番号は193-0841（八王子西郵便局管区）。

## 地理
八王子市南西部、JR中央本線高尾駅の西方にある一区域。小仏川および国道20号（甲州街道）西浅川交差点から分かれる旧甲州街道沿いにかつての駒木野宿の集落が存在する。旧甲州街道を西に行くと小仏峠となるが自動車での通行はできない。旧甲州街道沿い以外の区域はほぼ全域が山間部となる。この山中に中央道と圏央道が接続する八王子ジャンクションがある。
西・北には上恩方町・下恩方町・元八王子町3丁目、東には西浅川町、南には高尾町・南浅川町・相模原市緑区千木良・小原と接する。

## 歴史
江戸時代には上長房村の一部であった。
- 1889年（明治22年）4月1日 - 町村制施行により、神奈川県南多摩郡浅川村が発足。浅川村大字上長房が成立。
- 1927年（昭和2年）11月3日 - 浅川村が町制施行し浅川町となる。
- 1959年（昭和34年）4月1日 - 浅川町が八王子市に編入。浅川町大字上長房は八王子市大字上長房となる。
- 1960年（昭和35年）10月1日 - 大字上長房の一部が裏高尾町となる。

## 世帯数と人口
2017年（平成29年）12月31日現在の世帯数と人口は以下の通りである。
| 町丁     | 世帯数  | 人口    |
| -------- | ------- | ------- |
| 裏高尾町 | 667世帯 | 1,194人 |

## 小・中学校の学区
市立小・中学校に通う場合、学区は以下の通りとなる。
| 番地 | 小学校               | 中学校               |
| ---- | -------------------- | -------------------- |
| 全域 | 八王子市立浅川小学校 | 八王子市立浅川中学校 |

## 交通

### 道路
- 中央自動車道
- 首都圏中央連絡自動車道（圏央道）
  - 上記2路線が八王子JCTで接続する。いずれの路線も裏高尾町からの進入はできない。最寄りの出入口は圏央道高尾山IC（南浅川町）である。
- 東京都道516号浅川相模湖線（旧甲州街道）

### 路線バス
- 京王バス南・高尾営業所
  - 高01：高尾駅北口 - 小名路 - 裏高尾 - 小仏
  - 山03：小仏→裏高尾→小名路→高尾山口駅（土休日の午後のみ）

## 施設・史跡

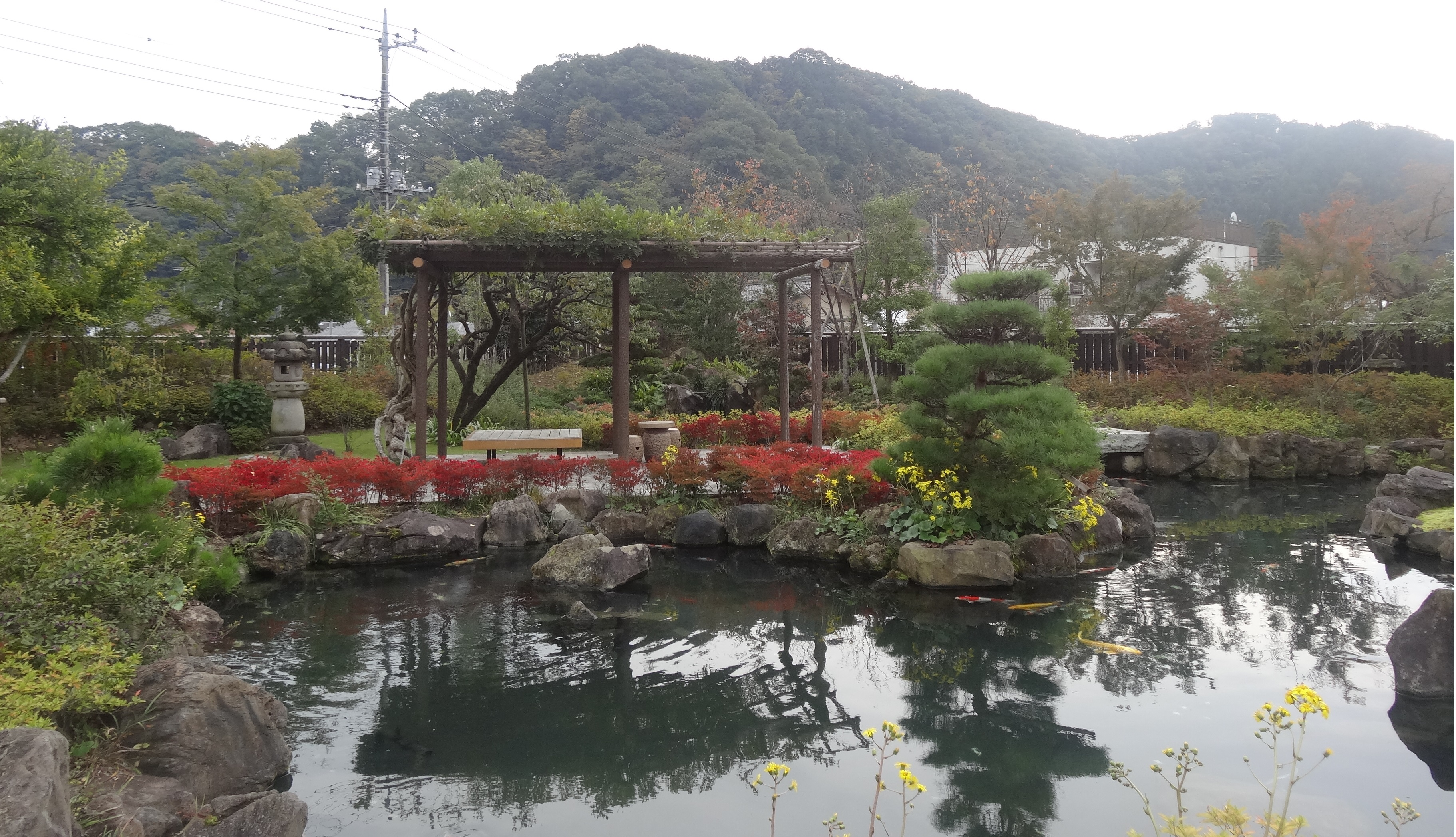
駒木野庭園

- 駒木野病院
- 小仏関跡
- みどり幼児園
- 養護老人ホーム浅川ホーム
- 特別養護老人ホーム清明園
- 高尾駒木野庭園
- 浅川国際鱒釣場
- 高尾梅郷